# Devon Werkheiser
Devon Joseph Werkheiser (Atlanta, 8 de março de 1991) é um ator e cantor estadunidense. É principalmente conhecido pela atuação como Ned Bigby, protagonista da série Ned's Declassified School Survival Guide, do canal de televisão Nickelodeon. Ele participou do filme Fomos Heróis, onde atuou ao lado de Mel Gibson, seu ídolo, e também do filme Shredderman Rules, além de estar fazendo seu CD solo. Seus 2 primeiros singles, 'If Eyes Could Speak' e 'Sparks Will Fly' estão disponíveis para download no iTunes.

## Vida pessoal
Nascido no dia 8 de março de 1991 em Atlanta, Geórgia, Devon descobriu seu dom para atuar desde pequeno. Posteriormente, seus pais inscreveram-no nas aulas de teatro da Fábrica de Talentos, um programa de formação de atores e atrizes para crianças, um curso de interpretação. Após o desembarque, ele teve a oportunidade de um papel menor no filme We Were Soldiers. Devon e sua mãe mudaram-se para Los Angeles para prosseguir a sua carreira de ator. Desde sua chegada a Hollywood, participou de vários grandes papéis na televisão, o maior deles é o seu papel de Ned Bigby no programa Ned's Declassified School Survival Guide.
Atualmente, Devon está compondo músicas e iniciando sua carreira musical, além de estar atuando em vários filmes. Ele também é contribuinte em diversas instituições de caridade, a mais notável é a Starlight Starbright Children's Foundation, que promove as crianças gravemente doentes. Ele frequentou a escola Laurel Springs School durante as gravações. Vive com o pai, um executivo imobiliário e com a mãe, dona de casa. Sua irmã mais velha mora em Santa Barbara, onde se formou na Universidade de Santa Barbara.
Ele namorou com várias atrizes como Ashley Tisdale, Emma Roberts e Lindsey Shaw.

## Carreira musical e primeiros papéis
Devon assinou com a Universal Records para o seu primeiro álbum, que esperava que ter sido lançado em 2009. No seu álbum, que é descrito como sendo uma combinação de rock e pop, ele cantará e tocará violão. Devon pediu para que ele pudesse co-escrever todas as letras e músicas de todas suas canções, e está trabalhando com artistas incluindo Tim Myers, Wally Gagel, Eddie Galan e Charlie Midnight para ajudá-lo a compor. Ele já fez shows ao vivo com cantoras como Kristen Marie Hollyin e Britney Christian, com o rapper e também amigo Dan-D e planeja sair em turnê depois do lançamento de seu primeiro álbum.
Os seus pais matricularam-no em aulas de interpretação na comunidade de teatro de criança de Atlanta na Fábrica de Talentos, onde Devon se destacou em papéis principais como The Emperor's New Clothes e Halloween no Castelo de vaia. Depois de quatro anos no topo da Fábrica de Teatro, Devon apareceu ao lado de Charles Barkley em um comercial para a NBA.
Aos 10 anos de idade, Devon apareceu no seu primeiro blockbuster "Fomos Soldados..." (2002), como Mel Gibson. Depois de trabalhar com um dos atores mais famosos de Hollywood, Devon e a sua mãe pegaram suas coisas e se dirigiram à Hollywood para papéis mais importantes para ele. Em pouco tempo, ele conseguiu um papel com John Larroquette e Lesley Ann Warren no filme independente Recipe for Disaster de 2003 (TV). Embora ele já tivesse realizado tanto, Devon era decisivo para o real, quando ele teve o papel principal na série da Nickelodeon Ned's Declassified School Survival Guide (2004-2007).

## Televisão
- Fomos Heróis - Steve Moore (2002)
- Recipe for Disaster - Max Korda (2003)
- Shredderman Rules - Nolan Bird (2007)
- Ned's Declassified School Survival Guide - Ned Bigby (2004-2007)
- Casper's Scare School - Casper, Casper's Shadow (2006) - voz
- Kids Choice Awards (2006)
- Christmas in Paradise - Cris Marino (2007)
- Kids Choice Awards 2008
- American Dad (2009) - voz
- Wild Michigan - Young Ben (2009)
- Love at First Hiccup -  Victor (2009)
- The Prankster - Brad Burris (2009)
- Three Rivers (serie) - Bobby (2009)
- Holly, Jingles and Clyde - Thomas (2010)
- Marmaduke -Drama Dog #1 / Shroom Dog #2 / Golden Dog / Cocker Spaniel (2010) - voz
- Memphis Beat - Troy Groves (S1-E2 Baby Let's Play House) (2010)
- Scared Shrekless - Teenager #2 / Teenager #3 (2010) - voz
- Greek - Peter Parks 'Spidey' (4ª Temporada) (2011)
- Amazing Donnelly - Jamie Donnelly (2011)
- Além da Escuridão - Danny (2011)
- The Wicked - Max (2012)
- Criminal Minds - Billy Walton (2012)
- Major Crimes - Buy Guy (2013)

## Singles e álbuns
Singles:
- "The First Time" - 2007
- "SuperHero" - 2007
- "141" - 2007
- "Lonely Girl" - 2007
- "It's Christmas" - 2007
- "Standing Tall" - 2007
- "Take it all away"-2008
- "California Sun" - 2008
- "What did I Miss" - 2008
- "So it goes" - 2008
- "To do right" - 2008
- "You Wear it Well" - 2008
- "Stuck On The Ground" - 2008
- "Light Years" - 2008
- "Winter Wonderland" - 2008
- "Live This Way" - 2009
- "My Own" feat. Daniel Curtis Lee - 2010
- "The Best Thing" - 2010
- "Lucky" - 2010
- "Never Walk Away" - 2010 (Trilha Sonora de The Prankster)
- "If Eyes Could Speak" - 2010
- "Sparks Will Fly" - 2010
- "Take Me For What I Am" - 2011 (Tocada ao vivo no Nashville Hootenanny)

Álbuns de Estúdio (EP):
I Am (2013)
Here and Now (2015)